# 西園寺実俊
西園寺 実俊（さいおんじ さねとし）は、南北朝時代の公卿。権大納言・西園寺公宗の長男、母は典侍日野名子。官位は従一位・右大臣。

## 生涯
初名は実名（さねかた）。父・公宗は建武2年（1335年）、北条氏と謀った後醍醐天皇の暗殺計画に失敗して同年8月2日に処刑されており、実俊はその後に生まれ、探索の眼を逃れて養育された。このとき、西園寺家の家督は暗殺計画を密告した叔父・公重に渡っている。
実俊は北朝の許で建武4年（1337年）従五位下となり、暦応3年（1340年）、母・名子と共に西園寺家北山第に入った。
叔父・公重が文和2年（1353年）南朝に仕えたため、実俊が家督を相続し、同年権大納言となった。
康応元年（1389年）6月8日出家、同年7月6日に55歳で薨去した。

## 人物
- 母の妹であり、後光厳天皇の典侍を勤めた日野宣子を妾とし、後光厳天皇との関係性は良好であった。
- 西園寺家の家業であった琵琶については、琵琶西流師範家の藤原孝守に学んだ。

## 官歴
※日付＝旧暦
- 建武4年（1337年）10月8日、従五位下に叙位。
- 時期不明、従五位上に昇叙。
- 暦応2年（1339年）1月5日、正五位下に昇叙。
- 暦応3年（1340年）8月2日、従四位下に昇叙。
- 暦応4年（1341年）12月22日、左近衛中将に任官。
- 康永元年（1342年）1月5日、従四位上に昇叙。※院御給　3月30日、播磨介に任官。
- 康永2年（1343年）1月5日、正四位下に昇叙。
- 康永3年（1344年）1月5日、従三位に昇叙、左中将は元の如し。1月24日、美作権守を兼ねる。
- 康永4年（1345年）3月19日、美作権守を去る。
- 貞和5年（1349年）1月5日、正三位に昇叙。9月13日、権中納言に任官。
- 観応元年（1350年）4月29日、大嘗会検校に補される。
- 文和2年（1353年）8月6日、左衛門督に任じられる。12月29日、権大納言に任官。
- 文和3年（1354年）1月6日、従二位に昇叙。11月16日、大歌所別当に補される。
- 文和4年（1355年）12月8日、正二位に昇叙。
- 延文3年（1358年）2月23日、母により喪に服す。3月30日、復任。7月11日、除服、出仕宣下。
- 延文5年（1360年）11月17日、右近衛大将に任官。12月23日、右馬寮御監宣下。
- 貞治3年（1364年）3月14日、内大臣に任官。右近衛大将は元の如し。
- 貞治5年（1366年）8月29日、右大臣に任官。
- 貞治6年（1367年）1月16日、右近衛大将を辞す。9月29日、右大臣を辞す。
- 永和元年（1375年）3月11日、従一位に昇叙。
- 康応元年（1389年）6月8日、出家。7月6日、薨去。